# Chicontepec (municipalité)
La municipalité de Chicontepec est l'une des 212 municipalités de l'État de Veracruz, et est située dans la partie nord de cet État. Située à l'ouest du golfe du Mexique, elle fait partie du bassin versant du fleuve Río Pánuco, et se trouve sur les piémonts de la Sierra de Chicontepec, prolongement oriental du massif montagneux de la Sierra Madre orientale. Elle est limitrophe à l'ouest de l'État d'Hidalgo. Son chef-lieu est la ville de Chicontepec de Tejeda. Elle dépend de la région Huasteca Baja, du nom du peuple des Huaxtèques qui y est établi, et est une des 10 subdivisions administratives de l'État de Veracruz.

## Géographie
La municipalité de Chicontepec s'étend dans le bassin versant du fleuve Río Pánuco, et est traversé par des affluents de la rivière Calabozo, appartenant à ce bassin versant. Non loin de sa limite sud-est, s'écoule la rivière Vinazco, qui appartient au bassin versant du fleuve Río Tuxpan. Assise sur les piémonts orientaux du massif montagneux de la Sierra Madre orientale, en un secteur nommé Sierra de Chicontepec, son altitude oscille entre 10 et 800 mètres. Son chef-lieu, la ville de Chicontepec de Tejeda, se trouve dans la partie sud-ouest de son territoire. Ce territoire couvre une superficie de 935,7 km2, et était peuplé en 2015 de 55 844 habitants, pour une densité de 59,7 habitants par km2.
Cette municipalité est limitrophe au nord de celles d'Ixcatepec et de Tantoyuca, à l'ouest, dans l'État d'Hidalgo, de celles de Huautla et de Xochitipan, au sud, à nouveau dans l'État de Veracruz, de celles de Benito Juárez et d'Ixhuatlán de Madero, et à l'est de celles d'Álamo Temapache et de Tepetzintla.

## Composition et démographie
La municipalité était composée en 2015 de 337 localités, dont une seule était considérée comme urbaine, les autres étant rurales.
| Localité              | Population |
| --------------------- | ---------- |
| Chicontepec de Tejeda | 4519       |
| Tlacolula             | 2328       |
| El Mirador            | 1353       |
| Sasaltitla            | 1049       |
| Ahuateno              | 1043       |
| Reste des localités   | 44 690     |
| Total population      | 55 844     |

En plus de l'espagnol, plusieurs langues amérindiennes sont parlées dans la municipalité, dont les principales sont par ordre d'importance : le nahuatl, les autres langues étant très marginales.

## Histoire
Durant la période préhispanique, au XVe siècle, Chicontepec a dépendu de la Triple Alliance.
La ville de Chicontepec est fondée à la fin du XVIe siècle, au début de la période hispanique.
En 1960, la ville de Chicontepec prend le nom de Chicontepec de Tejeda, en l'honneur du général et ancien gouverneur de l'État de Veracruz, Adalberto Tejeda Olivares (es) (1883-1960).

## Économie

### Agriculture et élevage
La superficie des parcelles semées représentait en 2019 une surface totale de 29 386 hectares, parmi lesquels 19 357 hectares étaient vous à la culture du maïs, 8858 hectares étaient voués à la culture de l'orange, et 960 hectares étaient voués à celle du haricot.
En 2019, la production de viande par tonnes comprenait 5062 tonnes de viande bovine, 993,2 tonnes de viande porcine, 11,8 tonnes de viande ovine et 4,6 tonnes de volailles. La superficie vouée à l'élevage représentait alors 75 186 hectares.

### Pétrochimie
La municipalité fait partie du bassin producteur d'hydrocarbures de Chicontepec, qui s'étend du nord au sud dans le nord de l'État de Veracruz, et déborde légèrement dans celui de Puebla. Malgré d'importants investissements de l'État et de la compagnie pétrolière publique Pemex, sa production n'excède pas 200 barils par jour.